# La gloria de Lucho
La gloria de Lucho es una telenovela colombiana producida por Sony Pictures Television y Teleset para Caracol Televisión en 2019. Su estreno oficial fue el 11 de febrero de 2019 y finalizó el 7 de junio de 2019.
Está protagonizada por Enrique Carriazo y Verónica Orozco, con las participaciones antagónicas de Kathy Sáenz, Luis Eduardo Arango, Pedro Mogollón, Orlando Valenzuela y Andrea Guzmán, y la participación estelar del primer actor Carlos Camacho. La historia se basa principalmente en la vida de Luis Eduardo Díaz, más conocido como "Lucho", reconocido exconcejal de Bogotá.

## Elenco
- Enrique Carriazo – Luis Eduardo «Lucho» Díaz Chaparro[8]
- Gabriel Piñeres – Lucho Díaz (niño)[8]
- Andrés Castañeda – Lucho Díaz (joven)[8]
- Verónica Orozco – Gloria Esperanza Vargas de Díaz[9]
- Isabella Sierra – Gloria Vargas (niña)[9]
- Katherine Escobar Farfán – Gloria Vargas (joven)[9]
- Juliana Velásquez – Leidy Díaz Vargas[10]
- Laura Torres – Marcela Díaz Vargas[11]
- Carlos Camacho Rodríguez – Rubén Alfonso Murcia[12]
- Erick Rodríguez – Rubén Murcia (joven)[12]
- Luis Eduardo Arango – Everardo Porras[13]
- Andrea Guzmán – Graciela Blanco
- Edgardo Román (†) – Don Gonzalo Díaz[14]
- Alden Rojas[15] – Gonzalo Díaz (joven)
- Natalia Giraldo – Doña Rosalba Vargas[16]
- Catherine Mira – Rosalba Vargas (joven)[16]
- Constanza Gutiérrez – Doña Zenaida Blanco
- Paola Benjumea – Zenaida Blanco (adulta)
- Alejandra Lara – Nena Quintero
- Carolina Vivas – Doña Mireya Gaitán de Díaz[17]
- María Irene Toro – Mireya Gaitán de Díaz (adulta)[17]
- Margarita Reyes – Milena de Prieto «La Guari»
- María Camila Porras[18] – Milena «La Guari» (joven)
- Karen Sierra – Doris
- Juan Carlos Messier – Victor Prieto
- Kathy Sáenz – Patricia Palencia
- Santiago Gómez – Wilson Prieto
- Morris Bravo – Arnoldo Suárez[19]
- Andrés Felipe Torres – Fredy Velandia
- David Guerrero[20] – Concejal Triviño
- Liliana Escobar – Yolanda
- Daniel Rengifo (†) – Brayan[21]
- Óscar Salazar[22] – Héctor
- Orlando Valenzuela – "Pote" Gómez[23]
- ‘Kiko’ Rubiano – Bonilla
- Pedro Mogollón[24] – Ernesto Salazar
- Felipe Arcila[25] – José
- Walter Luengas – Doctor Faldiño
- Martha Liliana Calderón – Madre de César
- Néstor Alfonso Rojas – Lustrabotas del Concejo de Bogotá
- Alejandro Martínez- Doctor Camilo

## Premio y nominaciones

### Premios India Catalina
| Año  | Categoría                                     | Nominado(a)                           | Resultado |
| ---- | --------------------------------------------- | ------------------------------------- | --------- |
| 2020 | Mejor producción favorita del público         | Mejor producción favorita del público | Ganadora  |
| 2020 | Mejor actor protagónico de telenovela o serie | Enrique Carriazo                      | Ganador   |
| 2020 | Mejor talento de televisión favorito          | Enrique Carriazo                      | Nominado  |
| 2020 | Mejor talento infantil                        | Isabella Sierra                       | Nominada  |

### Produ Awards
| Año  | Categoría               | Nominado(a)     | Resultado |
| ---- | ----------------------- | --------------- | --------- |
| 2019 | Mejor Actriz de Reparto | Natalia Giraldo | Nominada  |
| 2019 | Mejor Actor Revelación  | Gabriel Piñero  | Nominado  |